# Tramvajová doprava

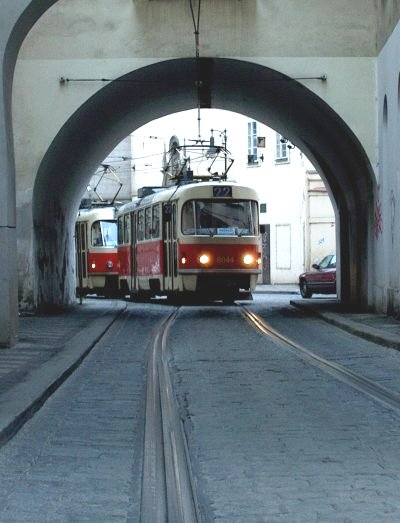
Souprava pražských tramvají Tatra T3M projíždí kolejovou splítkou na Malé Straně

Tramvajová doprava je druh kolejové dopravy používaný v městské hromadné dopravě (MHD). V současnosti mají tramvaje zpravidla elektrický pohon, přičemž proud obvykle odebírají z trolejového vedení pomocí pantografového sběrače.
Od železniční dopravy se tramvajová doprava liší zpravidla tím, že je častěji vedena po komunikacích (zpravidla v ulicích města), provozováním pouze osobní dopravy, menšími vzdálenostmi mezi zastávkami, lehčími vozidly, kratší maximální délkou vlaků, kratšími intervaly, jiným způsobem řízení provozu a odlišným legislativním rámcem upravujícím způsob schvalování a technické požadavky. V některých státech je však běžné, že se tramvajový systém se železničním prolínají a některá vozidla mohou mezi nimi přecházet.
Do tramvajové dopravy spadá i rychlodrážní tramvaj (Light Rail), která je provozována trochu jiným způsobem, např. je vedena vždy vedle silnice, aby nebránila provozu, a je navíc využívána jako páteřní druh dopravy (podobně jako metro). rychlodrážní tramvaj se nejčastěji objevuje ve Spojených státech amerických.

## Vývoj tramvajové dopravy ve světě
První linka koňské tramvaje byla zřízena v roce 1832 v New Yorku. Počínaje rokem 1845 se začaly budovat tramvajové linky také v Evropě. Nejprve na nich jezdily tramvaje na koňský pohon, později se objevily parní tramvaje.
První elektrická tramvajová linka byla postavena v Berlíně v roce 1881.
Zlatá éra tramvají byla ve 20. až 30. letech 20. století, když autobusy byly teprve experimentální formou dopravy a tramvaje tak neměly žádnou konkurenci, navíc města rychle rostla.
Po druhé světové válce byly tramvajové linky v řadě měst Evropy i USA rušeny a tramvaje byly vnímány jako nemoderní způsob dopravy, mj. kvůli rychlému rozvoji autobusů, způsobenému zdokonalením technologie spalovacího motoru. Ve Spojených státech dokonce firma General Motors založila společnost „National City Lines“, která skupovala provozovatele tramvajové dopravy v jednotlivých městech a tramvaje nahrazovala autobusy.
Po poválečném úpadku tramvajové dopravy, hlavně v USA a v 70. letech také v ČSSR, zahájila Ropná krize v roce 1973 éru renesance tramvají (1991 Štrasburk, 1998 Orléans), která trvá dodnes v západní Evropě a proniká i do Ameriky (San Diego, Los Angeles, Portland, Washington). V některých amerických městech jsou budovány systémy tzv. Light Railu, které by Evropané či Australané zřejmě označili za tramvajové linky – viz článek Tramvajová doprava v USA.
V řadě měst v tramvajové dopravě spatřují jednu z cest k řešení problémů vyvolaných individuální automobilovou dopravou.

## Vývoj tramvajové dopravy v Česku a na Slovensku

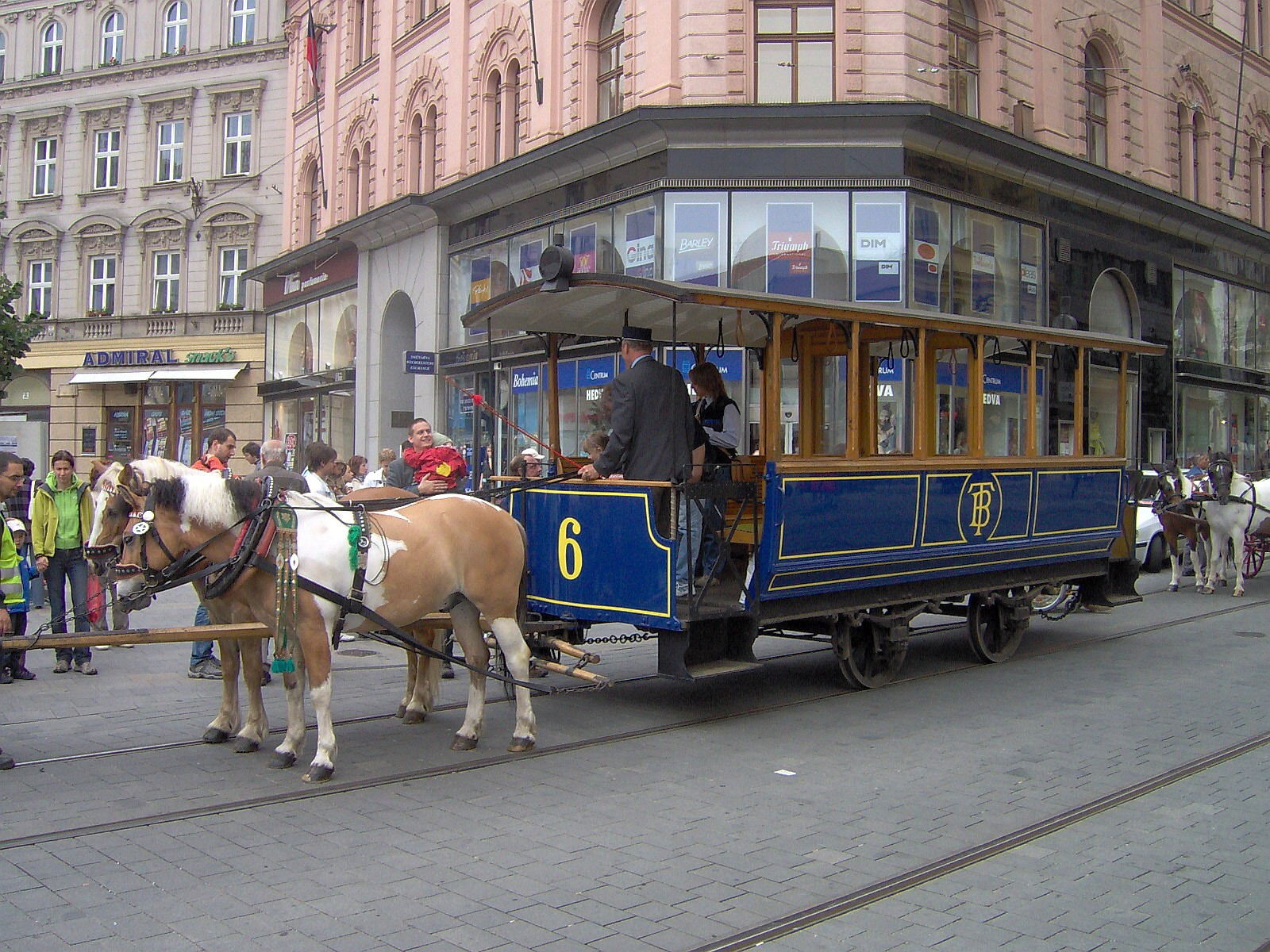
Historický vůz z roku 1876 na náměstí Svobody v Brně

První linka koňské tramvaje byla v českých zemích zřízena 17. srpna 1869 v Brně. Belgický podnikatel Edouard Otlet 23. září 1875 zprovoznil první linku koňské tramvaje v Praze. Šlo o trať z Karlína na Národní třídu.
V provozu parní tramvaje opět získalo prvenství Brno. Parní tramvaje zde poprvé zprovoznil vídeňský podnikatel Lindeheim na přestavěné lince koňské železnice Pisárky – Královo Pole v roce 1884. Dalším městem s parní tramvají byla Ostravě, kde byla 18. srpna 1894 zprovozněna linka Přívoz – Moravská Ostrava – Vítkovice.
První pokusná elektrická tramvajová linka v Praze byla postavena roku 1891 u příležitosti Jubilejní výstavy zásluhou Františka Křižíka. Ten také financoval stavbu trati z Karlína do Vysočan, která po svém dokončení v roce 1896 odstartovala budování rozsáhlé celoměstské sítě.
První elektrická dráha na Moravě byla zprovozněna v sobotu 1. dubna 1899 v Olomouci (když byl nejprve pro technické potíže zavržen návrh na zřízení parní tramvajové dráhy z roku 1892). V prvním roce vozilo devět motorových a čtyři vlečné vozy cestující od olomouckého hlavního nádraží do centra města a dále buď na Šibeník nebo do areálu Zemské nemocnice ve čtvrti Nová Ulice.
V současnosti jsou tramvajové linky v ČR v provozu v Brně (tramvaj však zajíždí i na území samostatného města Modřice v okrese Brno-venkov), tramvajová doprava v Liberci (s meziměstskou linkou do Jablonce), Mostě a Litvínově (obě města jsou propojena tramvajovou dopravou), Olomouci, Ostravě, Plzni a Praze.
Na Slovensku je tramvajová doprava provozována v Bratislavě a Košicích.
V Bratislavě zahájila první linka elektrické tramvaje činnost již v roce 1895. Od roku 1914 byla (s přestávkou během první světové války a krátce po ní) v provozu tzv. elektrická lokální železnice na trase Bratislava – Vídeň.
Od roku 2011 se v Berouně pravidelně schází při happeningu Čekání na tramvaj skupina nadšenců v dobovém oblečení a vyhlíží příjezd Křižíkovy tramvaje, kterou si obyvatelé města vysnili už v roce 1904.